# Leontien van Moorsel
Leontien Martha Henrica Petronella van Moorsel, sposata Zijlaard, (Boekel, 22 marzo 1970), è una ciclista su strada e pistard olandese.
Professionista fino al 2004, fu campionessa olimpica a Sydney nella gara in linea, nella cronometro e nell'inseguimento individuale, per poi ripetersi ad Atene 2004 nella cronometro. Vinse inoltre cinque titoli mondiali su strada e quattro su pista.

## Carriera
Su strada ha vinto due volte il Tour de France femminile, diventando una delle principali rivali di Jeannie Longo. Ha inoltre conquistato due volte il mondiale nella prova in linea (1991 e 1993) e due volte nella cronometro (1998 e 1999), e per tre volte una medaglia d'oro olimpica su strada: due ai Giochi di Sydney 2000, sia nella gara in linea che nella cronometro, e una ai Giochi di Atene 2004 nella cronometro.
Ha ottenuto eccezionali risultati anche su pista: ai Giochi olimpici di Sydney 2000 ha vinto la medaglia d'oro nell'inseguimento individuale e l'argento nella corsa a punti, mentre è stata bronzo nell'inseguimento individuale nel 2004 ad Atene. Nell'inseguimento individuale ha vinto anche quattro titoli mondiali (1990, 2001, 2002 e 2003) e un argento iridato (1998). In carriera è stata eletta sportiva olandese dell'anno nel 1990, 1993, 1999, 2000, 2003 e 2004.

## Palmarès

### Strada
- 1985

Campionati olandesi, Prova in linea Juniores
- 1986

Campionati olandesi, Prova in linea Juniores
- 1987

Campionati olandesi, Prova in linea Juniores
- 1988

5ª tappa Ronde d'Aquitaine
- 1989

Campionati olandesi, Prova in linea
Amev Tijdrit
Prologo Giro della Norvegia
- 1990

Campionati del mondo, Cronometro a squadre
Campionati olandesi, Prova in linea
2ª tappa Giro della Bassa Sassonia
3ª tappa Giro della Bassa Sassonia
5ª tappa Giro della Bassa Sassonia
6ª tappa Giro della Bassa Sassonia
7ª tappa Giro della Bassa Sassonia
8ª tappa Giro della Bassa Sassonia
Classifica generale Giro della Bassa Sassonia
4ª tappa Tour de l'Aude
3ª tappa Omloop van 't Molenheike
4ª tappa Omloop van 't Molenheike
Classifica generale Omloop van 't Molenheike
3ª tappa Driedaagse van Pattensen
4ª tappa Driedaagse van Pattensen
2ª tappa Tour de la CEE féminin
6ª tappa Tour de la CEE féminin
- 1991

Campionati del mondo, Prova in linea
4ª tappa Giro della Bassa Sassonia
Westfriese Dorpenomloop
8ª tappa Tour de l'Aude
9ª tappa Tour de l'Aude
Classifica generale Tour de l'Aude
1ª tappa Omloop van 't Molenheike
2ª tappa Omloop van 't Molenheike
Classifica generale Omloop van 't Molenheike
3ª tappa Tour de la CEE féminin
5ª tappa Tour de la CEE féminin
6ª tappa Tour de la CEE féminin
8ª tappa Tour de la CEE féminin
9ª tappa Tour de la CEE féminin
12ª tappa Tour de la CEE féminin
- 1992

Campionati olandesi, Prova in linea
3ª tappa Tour de Vendée
5ª tappa Tour de Vendée
1ª tappa Étoile Vosgienne
1ª tappa Zeeuws-Vlaams Wielerweekend
Classifica generale Zeeuws-Vlaams Wielerweekend
1ª tappa Peelland Tour
2ª tappa Peelland Tour
Classifica generale Peelland Tour
1ª tappa Tour cycliste féminin
4ª tappa Tour cycliste féminin
10ª tappa Tour cycliste féminin
Classifica generale Tour cycliste féminin
3ª tappa Tour de la CEE féminin
8ª tappa Tour de la CEE féminin
9ª tappa Tour de la CEE féminin
Classifica generale Tour de la CEE féminin
- 1993

Campionati del mondo, Prova in linea
Campionati olandesi, Prova in linea
8ª tappa Tour de l'Aude
Gran Premio Nagoya
Gran Premio Osaka
2ª tappa Zeeuws-Vlaams Wielerweekend
Classifica generale Zeeuws-Vlaams Wielerweekend
1ª tappa Driedaagse van Pattensen
Classifica generale Driedaagse van Pattensen
3ª tappa Ostlandet 4-Dagens
5ª tappa Ostlandet 4-Dagens
Classifica generale Ostlandet 4-Dagens
1ª tappa Peelland Tour
2ª tappa Peelland Tour
5ª tappa Tour cycliste féminin
6ª tappa Tour cycliste féminin
8ª tappa Tour cycliste féminin
9ª tappa Tour cycliste féminin
15ª tappa Tour cycliste féminin
Classifica generale Tour cycliste féminin
5ª tappa Tour de la CEE féminin
6ª tappa Tour de la CEE féminin
8ª tappa Tour de la CEE féminin
- 1994

Rund um Straelen
3ª tappa Peelland Tour
- 1997

Campionati olandesi, Prova a cronometro
Westfriese Dorpenomloop
1ª tappa GP Boekel
3ª tappa GP Boekel
Classifica generale GP Boekel
- 1998

Campionati olandesi, Prova in linea
Campionati olandesi, Prova a cronometro
Campionati del mondo, Prova a cronometro
Omloop der Kempen
Wieler Revue Klimcriterium
1ª tappa Ster van Zeeland
3ª tappa Ster van Zeeland
Classifica generale Ster van Zeeland
Parel van de Veluwe
1ª tappa Holland Ladies Tour
- 1999

Campionati olandesi, Prova in linea
Campionati olandesi, Prova a cronometro
Campionati del mondo, Prova a cronometro
Ronde van Noord-Holland
Omloop van het Ronostrand
Voorjaarsrace-Ronde van Zuid-Friesland
1ª tappa The Greenery Driedaagse
2ª tappa The Greenery Driedaagse
3ª tappa The Greenery Driedaagse
Classifica generale The Greenery Driedaagse
Grand Prix Van der Heijden
Tjejtrampet
Wieler Revue Klimcriterium
2ª tappa Ster van Zeeland
3ª tappa Ster van Zeeland
Classifica generale Ster van Zeeland
Luba Classic
Novilon Eurocup Ronde van Drenthe
Prologo tappa GP Boekel
1ª tappa GP Boekel
2ª tappa GP Boekel
Classifica generale GP Boekel
2ª tappa Holland Ladies Tour
7ª tappa Holland Ladies Tour
Classifica generale Holland Ladies Tour
- 2000

Campionati olandesi, Prova a cronometro
Giochi olimpici, Prova in linea
Giochi olimpici, Prova a cronometro
Omloop van het Ronostrand
Prologo Westfriese Dorpenomloop
1ª tappa Westfriese Dorpenomloop
Classifica generale Westfriese Dorpenomloop
Grand Prix Van der Heijden
Tjejtrampet
Luba Classic
1ª
2ª tappa Ster van Zeeland
Classifica generale Ster van Zeeland
1ª tappa Giro Donne
2ª tappa Giro Donne
4ª tappa Giro Donne
1ª tappa GP Boekel
2ª tappa GP Boekel
3ª tappa GP Boekel
Classifica generale GP Boekel
1ª tappa Trophée d'Or
2ª tappa Trophée d'Or
3ª tappa Trophée d'Or
4ª tappa Trophée d'Or
Classifica generale Trophée d'Or
- 2001

Campionati olandesi, Prova a cronometro
Souvenir Magali Pache
2ª tappa Ster van Zeeland
3ª tappa Ster van Zeeland
Classifica generale Ster van Zeeland
Tjejtrampet
2ª tappa Emakumeen Bira
4ª tappa Emakumeen Bira
Classifica generale Emakumeen Bira
Luba Classic
Prologo Giro Donne
2ª tappa GP Boekel
3ª tappa GP Boekel
Classifica generale GP Boekel
1ª tappa Holland Ladies Tour
- 2002

Campionati olandesi, Prova a cronometro
Novilon Eurocup Ronde van Drenthe
Amstel Gold Race
1ª tappa Westfriese Dorpenomloop
2ª tappa Westfriese Dorpenomloop
Classifica generale Westfriese Dorpenomloop
Tjejtrampet
2ª tappa Emakumeen Bira
1ª tappa Ster van Walcheren
2ª tappa Ster van Walcheren
3ª tappa Ster van Walcheren
Classifica generale Ster van Walcheren
6ª tappa La Grande Boucle Féminine Internationale
- 2003

Omloop van Borsele
Tjejtrampet
3ª tappa Emakumeen Bira
Grote Rivierenprijs
Luba Classic
3ª tappa GP Boekel
Classifica generale GP Boekel
- 2004

Campionati olandesi, Prova a cronometro
Giochi olimpici, Prova a cronometro
Grand Prix Van der Heijden
Ronde van Gelderland

### Pista
- 1990

Campionati del mondo, Inseguimento individuale
- 1991

Campionati olandesi, Inseguimento individuale
- 1992

Campionati olandesi, Inseguimento individuale
- 1997

Campionati olandesi, Inseguimento individuale
- 1998

Campionati olandesi, Inseguimento individuale
Campionati olandesi, Corsa a punti
- 1999

Campionati olandesi, Inseguimento individuale
Campionati olandesi, Corsa a punti
4ª tappa Coppa del mondo, Inseguimento (Fiorenzuola d'Arda)
- 2000

Giochi olimpici, Inseguimento individuale
Campionati olandesi, Inseguimento individuale
Campionati olandesi, Corsa a punti
1ª tappa Coppa del mondo, Inseguimento (Mosca)
- 2001

Campionati del mondo, Inseguimento individuale
Campionati olandesi, Inseguimento individuale
Campionati olandesi, Corsa a punti
2ª tappa Coppa del mondo, Inseguimento individuale (Stettino)
2ª tappa Coppa del mondo, Corsa a punti (Stettino)
- 2002

Campionati del mondo, Inseguimento individuale
Campionati olandesi, Inseguimento individuale
Campionati olandesi, Corsa a punti
3ª tappa Coppa del mondo, Inseguimento individuale (Mosca)
- 2003

Campionati del mondo, Inseguimento individuale

## Piazzamenti

### Competizioni mondiali
- Campionati del mondo

Utsunomiya 1990 - Cronometro a squadre: vincitrice
Stoccarda 1991 - In linea: vincitrice
Oslo 1993 - In linea: vincitrice
Valkenburg 1998 - In linea: 2º
Valkenburg 1998 - Cronometro: vincitrice
Verona 1999 - Cronometro: vincitrice
Zolder 2002 - In linea: 22º
Zolder 2002 - Cronometro: 10º
- Campionati del mondo su pista

Maebashi 1990 - Inseguimento individuale: vincitrice
Bordeaux 1998 - Inseguimento individuale: 2º
Anversa 2001 - Inseguimento individuale: vincitrice
Anversa 2001 - Corsa a punti: 5º
Ballerup 2002 - Inseguimento individuale: vincitrice
Stoccarda 2003 - Inseguimento individuale: vincitrice
Melbourne 2004 - Inseguimento individuale: 5º
- Giochi olimpici

Barcellona 1992 - Inseguimento individuale: 8º
Barcellona 1992 - In linea: 23º
Sydney 2000 - In linea: vincitrice
Sydney 2000 - Cronometro: vincitrice
Sydney 2000 - Inseguimento individuale: vincitrice
Sydney 2000 - Corsa a punti: 2º
Atene 2004 - In linea: ritirata
Atene 2004 - Cronometro: vincitrice
Atene 2004 - Inseguimento individuale: 3º